# Henri-Jacques de Croes
Henri-Jacques de Croes (Amberes, 19 de septiembre de 1705-Bruselas, 16 de agosto de 1786) fue un violinista, director y compositor belga de música barroca. Gran parte de su vida trabajó en Bruselas, desde 1729 al servicio de Anselme-François, perteneciente a la Casa de Thurn und Taxis, y a partir de 1744 como director y primer violín de la capilla musical de Carlos Alejandro de Lorena, gobernador general de los Países Bajos austriacos y cuñado de María Teresa I de Austria. Este conjunto musical estaba formado por 13 instrumentistas y 6 cantantes.
Fue padre de Henri-Joseph de Croes (Bruselas, 16 de agosto de 1758 - 6 de enero de 1842) también violinista y compositor, cuya única obra conocida es un conjunto de dúos para violín.

## Obras
Su obra está influenciada por la música francesa e italiana, en una época en que el estilo barroco se encontraba en transición hacia la música galante. Escribió música de cámara, sonatas, sinfonías, conciertos, 15 misas, un Réquiem y 34 motetes entre otras obras.